# Jos Smolders
Pour les articles homonymes, voir Smolders.
Jozef Jos Smolders  est un ancien footballeur international belge, né le 18 janvier 1941 et mort le 26 avril 2013.
Il a été gardien de but au K Beerschot VAV de 1958 à 1970 puis au Royal Crossing Club de Schaerbeek de 1970 à 1975. Il joue 368 matches en Division 1. Plus tard, il revient à Beerschot, entraîner les Kielmen, en 1987-1988.

## Palmarès
- Finaliste de la Coupe de Belgique en 1968 avec le K Beerschot VAV